# Новое (Новосокольнический район)
Новое — деревня в Новосокольническом районе Псковской области России. Входит в состав Маевской волости.

## География
Расположена на берегу реки Насва (западная), в 30 км к северо-западу от города Новосокольники и в 12 км к северо-востоку от бывшего волостного центра, деревни Руново.

## Население
| 2001 | 2002 | 2010 |
| ---- | ---- | ---- |
| 53   | ↘47  | ↘31  |

Численность населения деревни по оценке на начало 2001 года составляла 53 человека, на 2010 год — 44 человека.

## История
С 1995 до 2005 года деревня входила в состав ныне упразднённой Островской волости с центром в д. Островки, с 2006 до 2015 года — в состав бывшей Руновской волости.